# Bottosaurus
Bottosaurus — вимерлий рід алігаторидів пізньої крейди — раннього палеоцену Нью-Джерсі, штат Техас, і, можливо, Північної та Південної Кароліни. Наразі прийнято два види, а третій потребує повторної оцінки.

## Опис
Bottosaurus мав помітно товсті остеодерми, які не мали ямок, як у більшості інших крокодилів. Незвичайні тупі, конічні трибодонтидні зуби, що дроблять, є найпоширенішим діагностичним матеріалом для скам’яніння та відновлення, хоча зуби задньої частини щелепи, як правило, більш стиснуті з боків, як у інших споріднених крокодилів. Зуби мали «зморшкувату» поверхню емалі та помітні річні кільця з вертикальними валиками, що йшли вниз. Коротка, масивна нижня щелепа, що має майже круглий поперечний переріз, очевидна з останків типового виду B. harlani. Лінійний лобно-тім'яний шов між надскроневими вікнами вказує на те, що Bottosaurus є родичем кайманів.